# Theope
Theope är ett släkte av fjärilar. Theope ingår i familjen Riodinidae.

## Bildgalleri

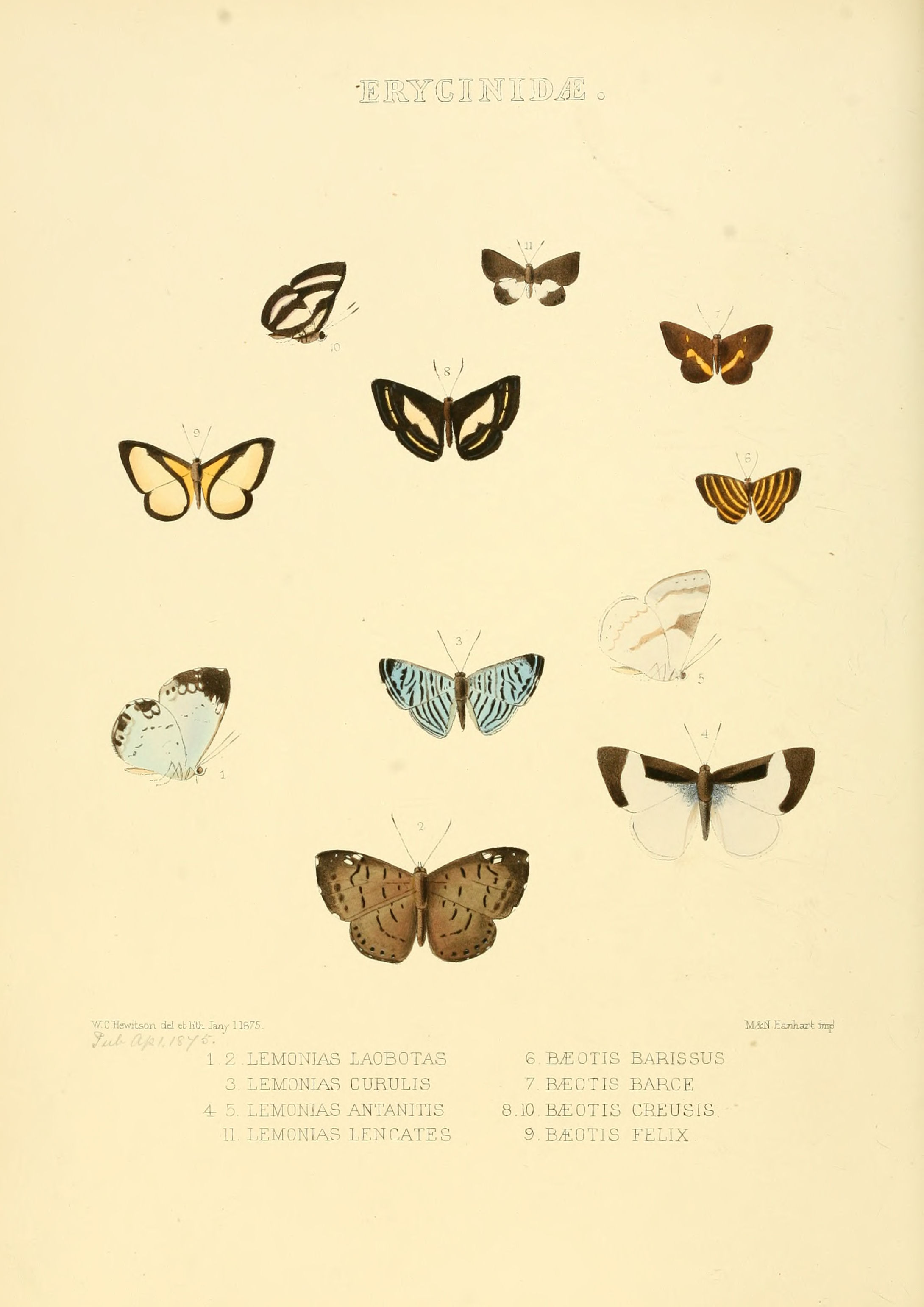
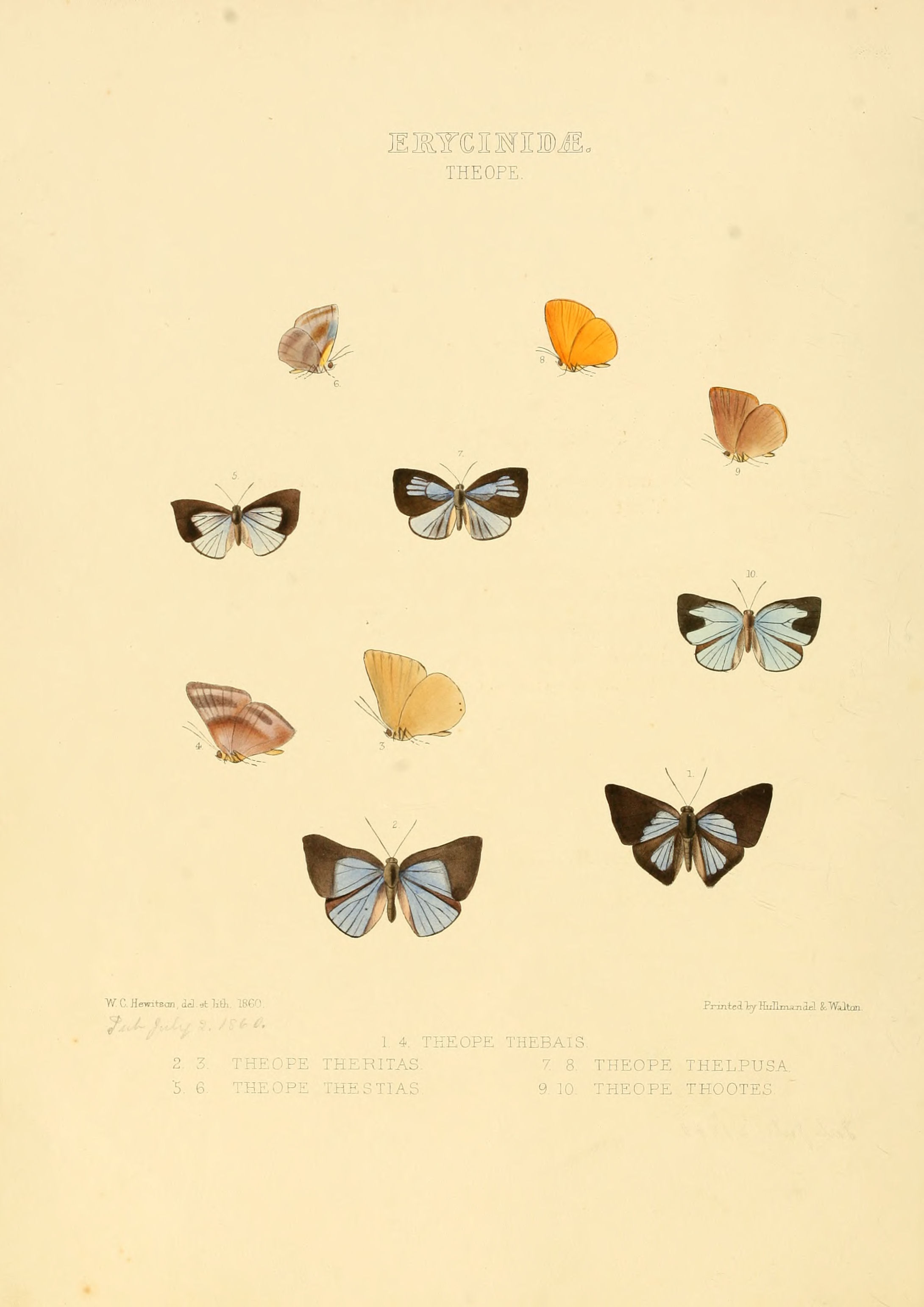
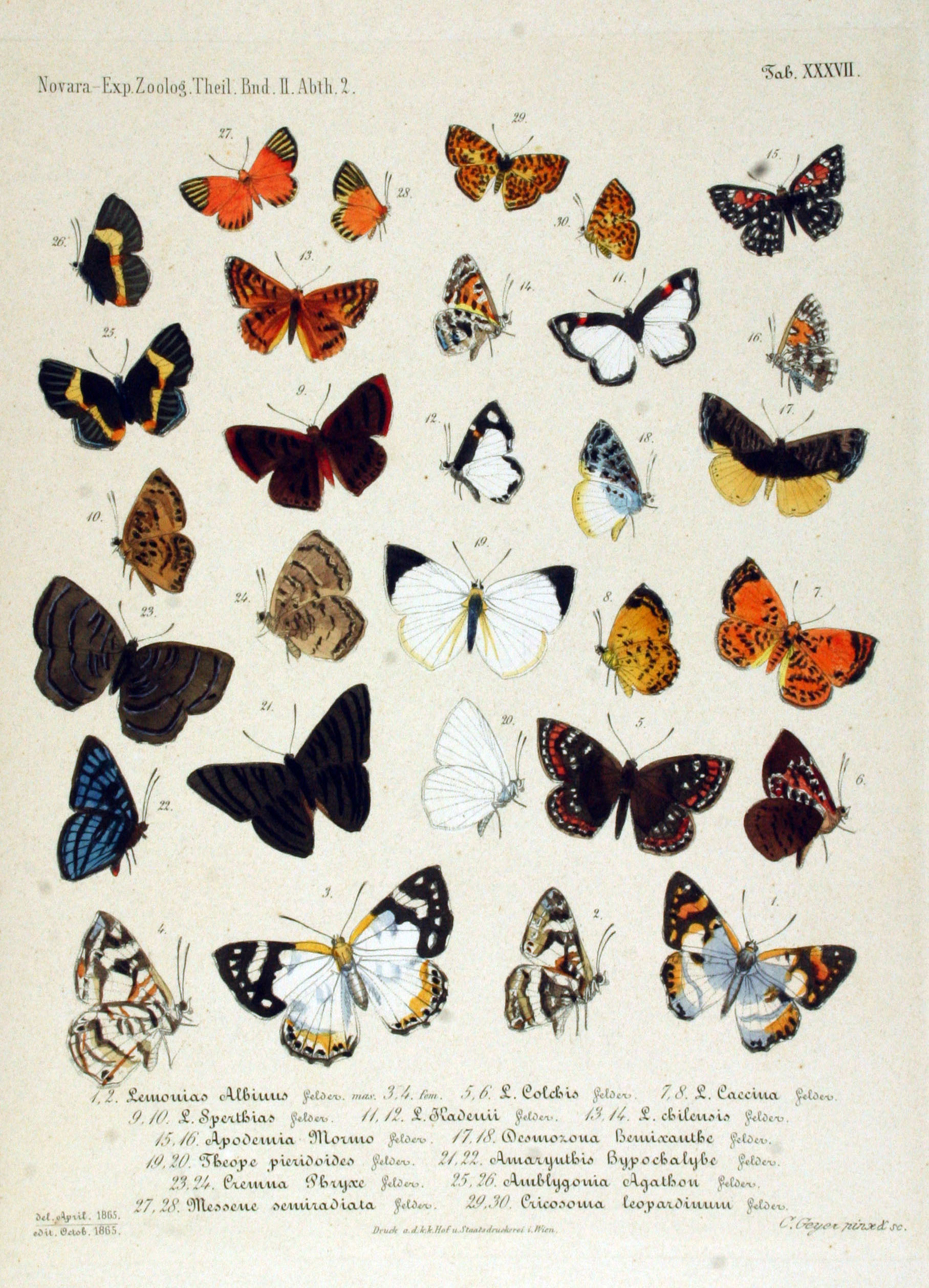

## Dottertaxa tillTheope, i alfabetisk ordning[1]
- Theope acosma
- Theope apheles
- Theope archimedes
- Theope atima
- Theope aureonitens
- Theope azurea
- Theope bacenis
- Theope bahlmanni
- Theope barea
- Theope basilea
- Theope caecina
- Theope caerulea
- Theope columbiana
- Theope comosa
- Theope cratylus
- Theope decorata
- Theope diores
- Theope discus
- Theope drepana
- Theope eleutho
- Theope eudocia
- Theope eupolis
- Theope eurygonina
- Theope excelsa
- Theope fasciata
- Theope folia
- Theope foliorum
- Theope herta
- Theope hypoleuca
- Theope hypoxanthe
- Theope ipsia
- Theope isia
- Theope janus
- Theope lampropteryx
- Theope leucanthe
- Theope lycaenina
- Theope lytaea
- Theope mania
- Theope matuta
- Theope methemona
- Theope mundula
- Theope nobilis
- Theope oceta
- Theope pedias
- Theope phaeo
- Theope phineus
- Theope pieridoides
- Theope polimela
- Theope publius
- Theope pulchralis
- Theope punctipennis
- Theope sericea
- Theope simplicia
- Theope sisemina
- Theope sobrina
- Theope speciosa
- Theope syngenes
- Theope talna
- Theope terambus
- Theope tetrastigma
- Theope thebais
- Theope thelpusa
- Theope theritas
- Theope thestias
- Theope theutis
- Theope thootes
- Theope virgilius
- Theope zostera